# Серокомля (гмина)
Серокомля (пол. Serokomla) — сельская гмина (волость) в Польше, входит как административная единица в Лукувский повет, Люблинское воеводство. Население — 4161 человек (на 2004 год).

## Соседние гмины
1. Гмина Адамув
2. Гмина Езожаны
3. Гмина Коцк
4. Гмина Войцешкув